# Busted (album)
Busted – pierwszy album angielskiej, pop-rockowej grupy Busted wydany 30 września 2002. W październiku 2002 roku album dotarł do drugiego miejsca UK Albums Chart, 19 września 2003 roku pokrył się potrójną platyną.

## Lista utworów
1. „What I Go to School For” (James Bourne, Jay, Charlie Simpson, Steve Robson, John McLaughlin)
2. „You Said No (Crash And Burn)” (Bourne, Graham Jay, Simpson, Robson, McLaughlin)
3. „Britney” (Bourne, Robson, McLaughlin)
4. „Losing You” (Bourne, Jay, Simpson, Robson, McLaughlin)
5. „Year 3000” (Bourne, Jay, Simpson, Robson)
6. „Psycho Girl” (Bourne)
7. „All The Way” (Bourne, Jay, Simpson)
8. „Sleeping With The Light On” (Bourne, Jay)
9. „Dawson's Geek” (Bourne, Jay, Simpson)
10. „When Day Turns Into Night” (Bourne, Jay, Simpson, Robson, McLaughlin) (Special edition bonus tracks)
11. „Everything I Knew” (Bourne, Jay, Simpson, Robson, McLaughlin) (Special edition bonus tracks)
12. „Without You” (Simpson, Robson)
13. „Loser Kid” (Bourne, Jay, Simpson)